# Amietia inyangae
Espèce
Synonymes
- Rana johnstoni inyangae Poynton, 1966
- Afrana inyangae (Poynton, 1966)

Statut de conservation UICN

 EN B1ab(iii)+2ab(iii) : En danger
Amietia inyangae est une espèce d'amphibiens de la famille des Pyxicephalidae.

## Répartition
Cette espèce est endémique de l'Est du Zimbabwe. Elle se rencontre au-dessus de 2 000 m d'altitude dans le parc national de Chimanimani et au mont Inyangani. Sa présence est incertaine au Mozambique,.

## Étymologie
Cette espèce est nommée en référence au lieu de sa découverte, le mont mont Inyangani.

## Publication originale
- Poynton, 1966 : A new subspecies of Rana from Rhodesia. Arnoldia, Zimbabwe, vol. 2, p. 1-3.